# Valdelugueros
Valdelugueros es un municipio y lugar español de la provincia de León, en la comunidad autónoma de Castilla y León. Situado en el norte de la provincia, en la cordillera Cantábrica, ocupa toda la cabecera y curso alto del río Curueño, en la montaña central leonesa. Cuenta con una población de 486 habitantes (INE 2024). Valdelugueros está asociado con los municipios de Santa Colomba de Curueño, Valdepiélago y La Vecilla para formar la Mancomunidad del Curueño.
Junto al cauce del Curueño discurría el trazado de una calzada romana, conocida hoy como calzada de la Vegarada (nombre del puerto por el que pasaba a Asturias). Su actividad económica se centra principalmente en el sector primario, con un cada vez mayor peso del sector servicios, que se aprovecha de la existencia de la estación de San Isidro.

## Geografía

### Ubicación
Valdelugueros se encuentra al norte de la provincia de León, a una altitud de 1182 m s. n. m. (la capital). Su término municipal limita al norte con Aller (Asturias), al sur con Boñar, Cármenes y Valdepiélago, al este con Puebla de Lillo y Boñar, y al oeste con Aller (Asturias) y Cármenes.

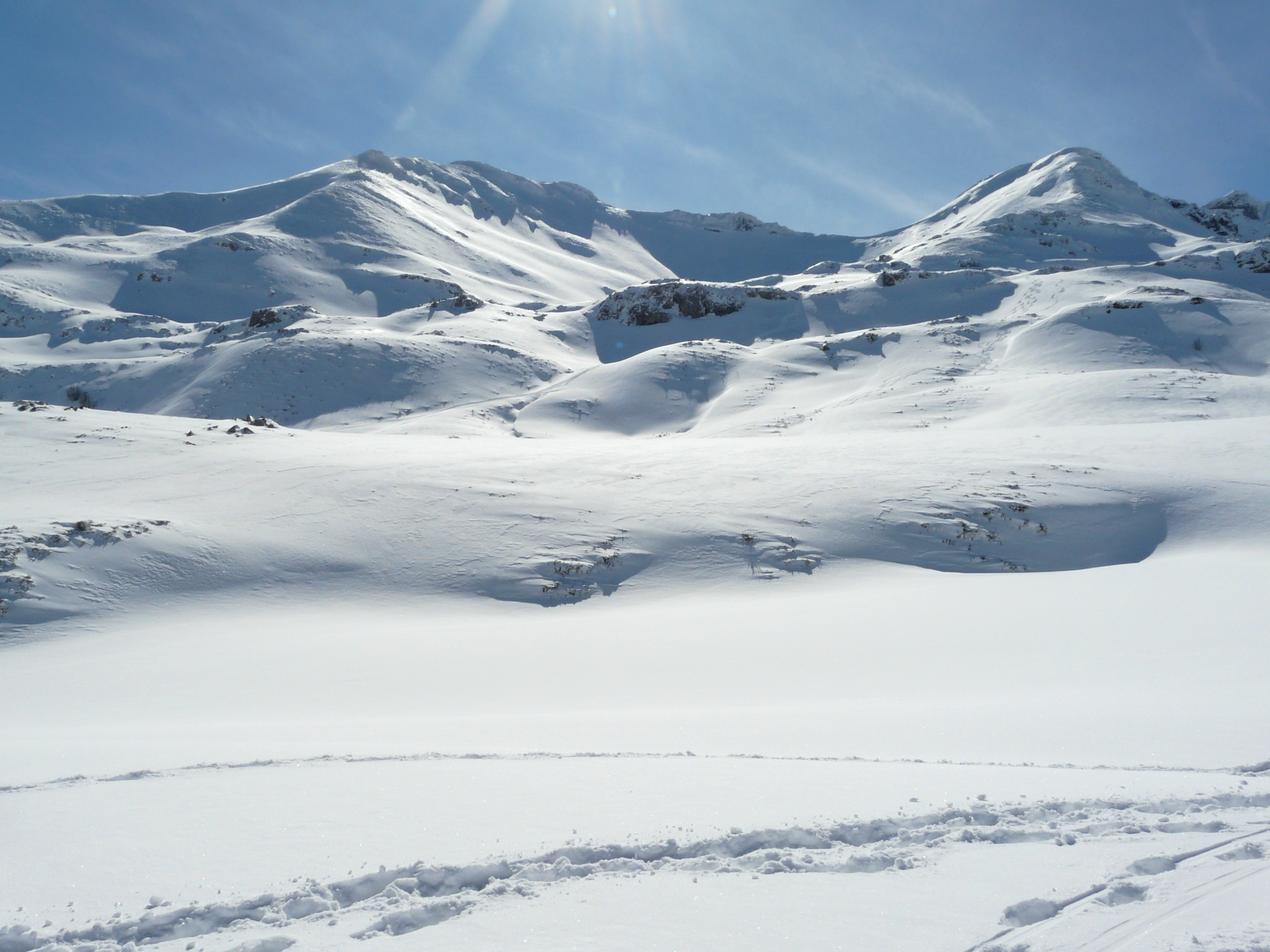
El puerto de Vegarada nevado

| Noroeste: Aller (Asturias) y Cármenes | Norte: Asturias   | Noreste: Aller y Puebla de Lillo |
| Oeste: Cármenes                       |                   | Este: Puebla de Lillo y Boñar    |
| Suroeste Valdepiélago y Cármenes      | Sur: Valdepiélago | Sureste: Boñar                   |

### Orografía
Situado en la montaña central leonesa, hace que el municipio se asiente en una zona montañosa, horadada por los diferentes ríos y arroyos, que crean valles secundarios al principal creado por el río Curueño. En el término municipal se encuentra el vértice geodésico de pico Bodón, a una altitud de 1957 m s. n. m., y situado en el centro del municipio.

### Hidrografía
Valdelugueros está bañada por el río Curueño, el cual recorre el municipio de norte a sur. En él desembocan varios arroyos y ríos menores, como el de Labias.

## Historia

### Hombre de La Braña
Dentro del  término municipal se encontraron en 2006 los restos de dos hombres enterrados hace 7000 años en una cueva a unos 1500 metros sobre el nivel del mar. De ellos se extrajo el primer genoma de europeos del Mesolítico.

## Pueblos

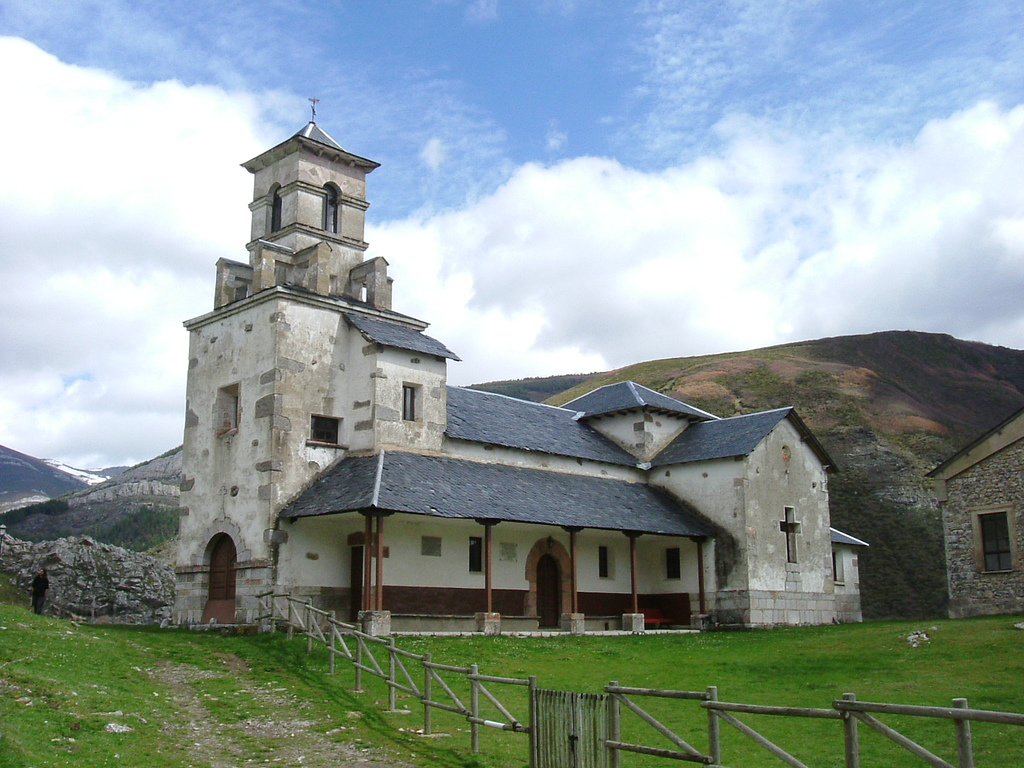
Iglesia de Lugueros

En el municipio de Lugueros hay doce pueblos:
- Arintero
- Braña (La)
- Cerulleda
- Lugueros (cabecera del municipio)
- Llamazares
- Redilluera
- Redipuertas
- Tolibia de Abajo
- Tolibia de Arriba
- Valdeteja
- Valverde de Curueño
- Villaverde de la Cuerna

## Demografía
Cuenta con una población de 486 habitantes (INE 2024).
| Gráfica de evolución demográfica de Valdelugueros entre 1842 y 2021 |
| |
| Población de derecho según los censos de población del INE Población de hecho según los censos de población del INE Entre el censo de 1981 y el anterior crece el término del municipio porque incorpora a Valdeteja |

## Comunicaciones

### Carreteras

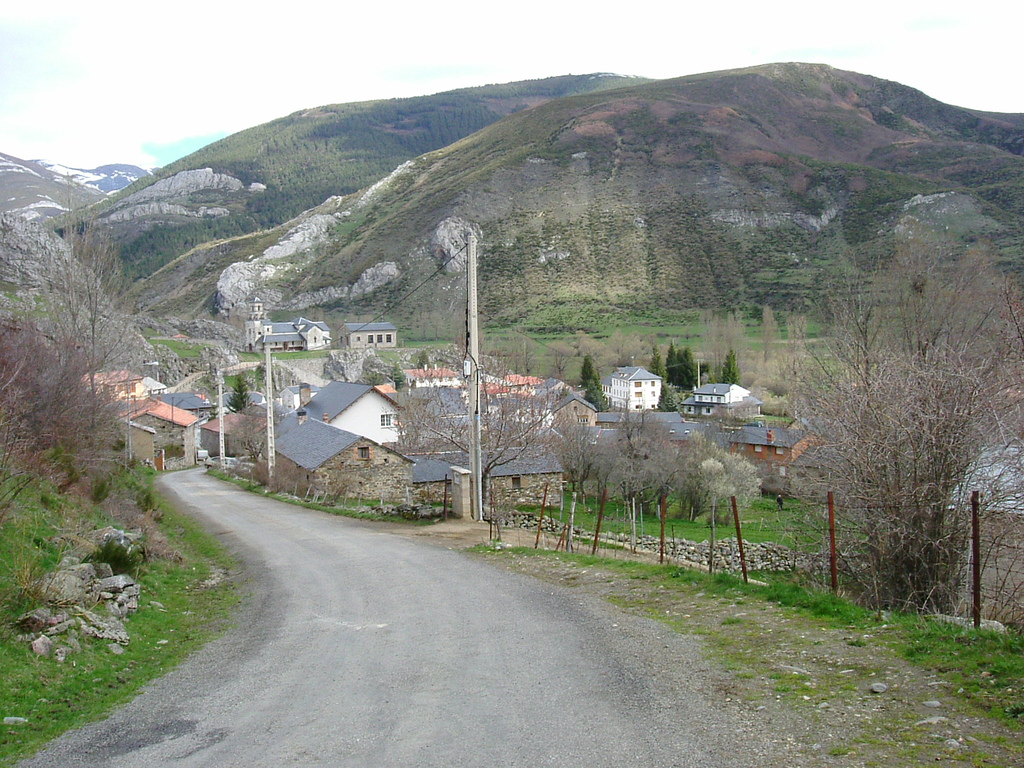
Vista del pueblo de Lugueros, capital del municipio

Valdelugueros no tiene acceso directo a la red principal de carreteras, pero cuenta con varios viales secundarios que enlazan la localidad con otros de mayor relevancia. Así, conectan la villa con otras localidades las siguientes vías:
| Identificador | Denominación         | Itinerario                                                     |
| ------------- | -------------------- | -------------------------------------------------------------- |
| LE-542        | Carretera provincial | Discurre entre La Vecilla y el límite provincial con Asturias. |

Autobús
La villa tiene conexión con otras poblaciones a través del transporte a la demanda, que conecta el municipio con La Vecilla, donde se encuentra la estación de ferrocarril.

### Transporte aéreo

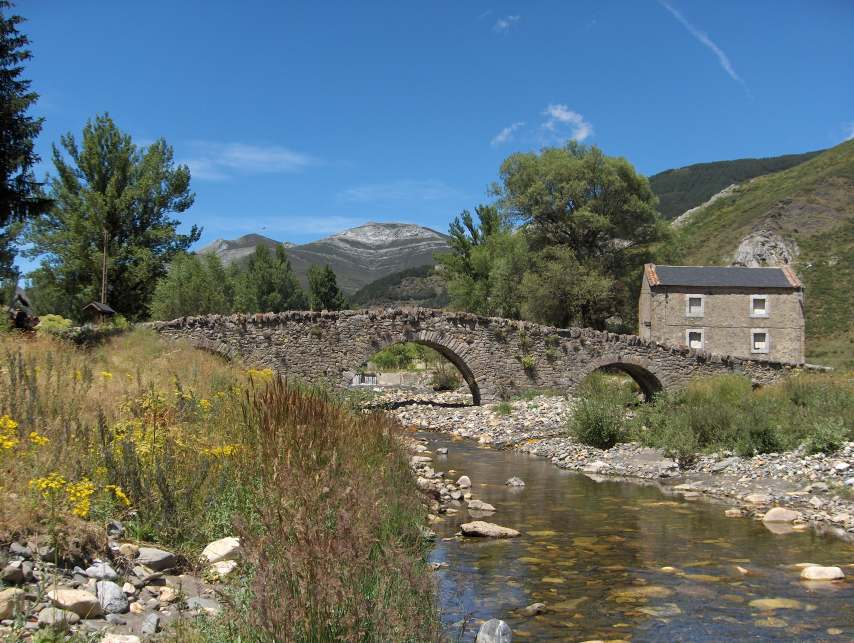
Puente de Lugueros

El aeropuerto más cercano es el aeropuerto de León, que se encuentra a 79 kilómetros de la capital del municipio, Lugueros.

Pendón de Lugueros

Pendón de Redilluera

## Patrimonio

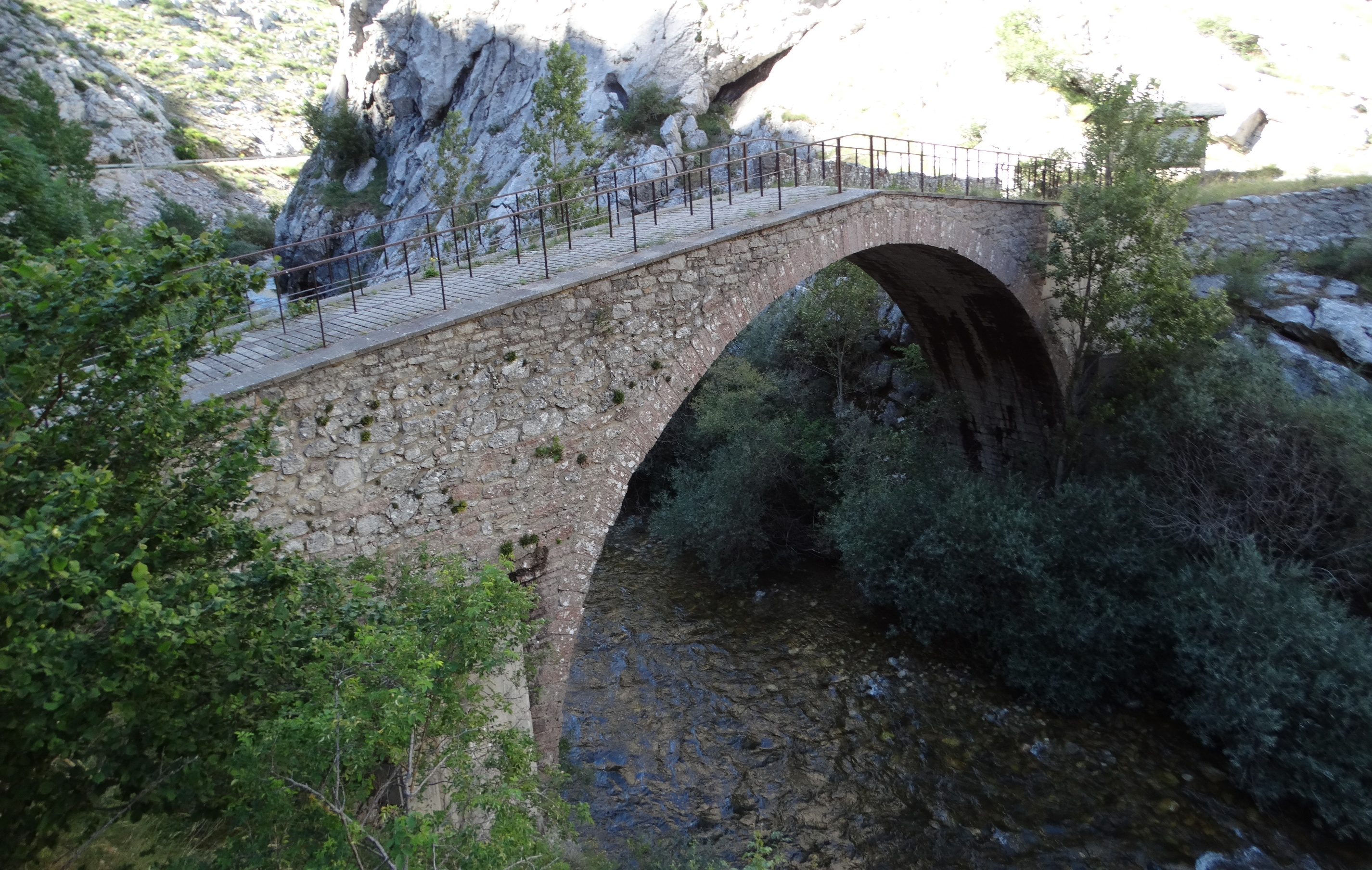
Puente del Ahorcado

La mayoría de los pueblos de este municipio se quemaron totalmente durante la guerra civil, y posteriormente fueron reedificados. Las actuales iglesias, por lo tanto, son del siglo XX.
En Cerulleda, la iglesia parroquial conserva una antigua imagen policromada del Niño Jesús de Praga. En la iglesia de Llamazares guardan una talla del Bendito Cristo de la Misericordia.
En el municipio de Valdelugueros se conservan en la actualidad ocho puentes romanos sobre el río Curueño y sus afluentes. La mayoría de ellos han tenido posteriores modificaciones medievales. Por ellos transitaba una calzada de origen romano, conocida hoy como calzada de la Vegarada (nombre del puerto por el que pasaba a Asturias). La calzada atravesaba más puentes que se han perdido; estos ocho que se mantienen han sido restaurados recientemente. En el término municipal se halla el puente del Ahorcado. Dos puentes están en el pueblo de Valdeteja, uno en Tolibia de Abajo, dos en Lugueros, dos en Cerulleda y uno en Redipuertas.
De los molinos harineros que hubo en el valle hay dos restaurados, uno en Cerulleda y otro en Lugueros.